# Бредов, Ирис фон
Ирис фон Бредов (28 февраля 1948, Ганновер — 15 октября 2018) — немецкий историк, переводчица и писательница.

## Биография
Историк Ирис фон Бредов родилась в Ганновере в 1948 году. Ирис фон Бредов изучала древнюю историю и классическую филологию в Софии.
После получения докторской степени и хабилитации в области хеттологии она много лет работала в Болгарской академии наук и в Софийском университете.
С 1995 года работала сотрудником центра обучения взрослых в Людвигсбурге. Она также преподавала в университетах Штутгарта, Франкфурта-на-Майне и Гейдельберга и работала переводчиком.
В 2007 году она опубликовала исторический роман «Die zierliche Rhodope».
Скончалась 15 октября 2018 года в возрасте 70 лет.

## Труды
- Übersetzung: Krassimira Popova: Das bulgarische Theater. Sofia-Press, Sofia 1970.
- Übersetzung: Sneshana Blagoéva: Bulgarische Folklore-Schmuckstücke. Septemvri, Sofia 1977.
- Die altanatolischen Gottheiten nach den althethitischen Texten. Universitätsverlag St. Kliment Ohridski, Sofia 1995, ISBN 954-07-0553-3.
- Übersetzung: Kevin J. Corcoran: Spitzenleistungen im Verkauf. Die Erfolgsstrategien der Marktführer. Düsseldorf 1996, ISBN 3-430-11909-X.
- Die zierliche Rhodope. Ein Roman aus dem frühen Griechenland. Buch & Media, München 2007, ISBN 3-86520-238-1 (hergestellt on demand).
- Kontaktzone Vorderer Orient und Ägypten. Orte, Situationen und Bedingungen für primäre griechisch-orientalische Kontakte vom 10. bis zum 6. Jahrhundert v.Chr. Franz Steiner Verlag, Stuttgart, 2017. ISBN 978-3-515-11860-6.